# Hilal Saeed
Helal Saeed Humaid Saeed Al Saedi, conosciuto anche come Hilal Saeed (Emirati Arabi Uniti, 12 maggio 1977), è un calciatore emiratino, centrocampista dell'Al-Ain.

## Carriera

### Nazionale
Ha partecipato alla Coppa d'Asia 2007 con la nazionale degli Emirati Arabi Uniti.